# Глоточные челюсти

Глоточные челюсти мурены

Гло́точные че́люсти — добавочные челюсти у некоторых рыб, находящиеся, в отличие от ротовых челюстей, в глотке или горле.
Наличие у животных глоточных челюстей носит название «фарингогна́тия» (от лат. pharynx «глотка»).
Вероятно, глоточные челюсти возникли у рыб в результате модифицирования жаберных дуг, преимущественно таким же образом, как и ротовые челюсти. Глоточные челюсти известны у примерно 30 тысяч видов рыб, многие из которых имеют зубы в ротовых челюстях.
Наиболее ярким примером животных, обладающих глоточными челюстями, являются мурены (семейство Muraenidae). В отличие от других рыб фарингогнатия у мурен возникла, возможно, вследствие их неспособности глотать. Процесс глотания у других рыб осуществляется путём создания отрицательного давления в ротовой полости. Мурены же захватывают добычу «обычными» ротовыми челюстями, а глоточными затягивают жертву в глотку, проталкивая её далее к пищеводу. Таким образом, они способны моментально проглатывать пищу.
Ещё одним примером животных, обладающих глоточными челюстями, являются рыбы из семейства цихлид. Глоточные челюсти цихлид являются мощным и эффективным приспособлением для разгрызания твёрдой пищи животного (например, моллюсков с прочными раковинами) и растительного происхождения. Фарингогнатия обеспечила свободу для эволюционных изменений ротовых челюстей, которые освободились от функции переработки пищи и получили возможность специализироваться на функции её захвата. Поэтому фарингогнатию считают ключевой эволюционной инновацией, обеспечившей успех цихлидам. Однако фарингогнатия снижает пропускную способность глотки: рыбам с таким строением глоточных челюстей, как у цихлид, трудно проглатывать крупную добычу, вследствие чего они не могут стать эффективными хищниками.